# Episodi di The Flash (quarta stagione)
La quarta stagione della serie televisiva The Flash, composta da ventitre episodi, è stata trasmessa negli Stati Uniti dal 10 ottobre 2017 al 22 maggio 2018 su The CW.
In Italia la stagione è stata trasmessa su Premium Action dal 6 febbraio al 14 agosto 2018. In chiaro è stata trasmessa su Italia 1 dal 16 marzo al 15 giugno 2019 nel day-time.
L'ottavo episodio di questa stagione è la terza parte del mega-crossover con i rispettivi ottavi episodi della terza stagione di Supergirl, della sesta stagione di Arrow e della terza stagione di Legends of Tomorrow.
L’antagonista principale è Clifford DeVoe/Il Pensatore.
| n. | Titolo originale             | Titolo italiano                         | Prima TV USA     | Prima TV Italia  | Prima TV Italia free |
| -- | ---------------------------- | --------------------------------------- | ---------------- | ---------------- | -------------------- |
| 1  | The Flash Reborn             | La rinascita di Flash                   | 10 ottobre 2017  | 6 febbraio 2018  | 16 marzo 2019        |
| 2  | Mixed Signals                | Segnali misti                           | 17 ottobre 2017  | 13 febbraio 2018 | 16 marzo 2019        |
| 3  | Luck Be a Lady               | La fortuna è donna                      | 24 ottobre 2017  | 20 febbraio 2018 | 23 marzo 2019        |
| 4  | Elongated Journey into Night | Plastic Man                             | 31 ottobre 2017  | 27 febbraio 2018 | 23 marzo 2019        |
| 5  | Girls Night Out              | Hashtag femminismo                      | 7 novembre 2017  | 6 marzo 2018     | 30 marzo 2019        |
| 6  | When Harry Met Harry...      | Harry, ti presento Harry...             | 14 novembre 2017 | 13 marzo 2018    | 30 marzo 2019        |
| 7  | Therefore I Am               | Il Pensatore                            | 21 novembre 2017 | 20 marzo 2018    | 30 marzo 2019        |
| 8  | Crisis on Earth-X, Part 3    | Crisi su Terra-X - III Parte            | 28 novembre 2017 | 27 marzo 2018    | 6 aprile 2019        |
| 9  | Don't Run                    | Non correre                             | 5 dicembre 2017  | 3 aprile 2018    | 20 aprile 2019       |
| 10 | The Trial of The Flash       | Processo a Flash                        | 16 gennaio 2018  | 10 aprile 2018   | 20 aprile 2019       |
| 11 | The Elongated Knight Rises   | L'uomo allungabile                      | 23 gennaio 2018  | 17 aprile 2018   | 4 maggio 2019        |
| 12 | Honey, I Shrunk Team Flash   | Tesoro, mi si è ristretto il Team Flash | 30 gennaio 2018  | 24 aprile 2018   | 4 maggio 2019        |
| 13 | True Colors                  | La vera natura                          | 6 febbraio 2018  | 5 giugno 2018    | 4 maggio 2019        |
| 14 | Subject 9                    | Soggetto 9                              | 27 febbraio 2018 | 12 giugno 2018   | 18 maggio 2019       |
| 15 | Enter Flashtime              | Dentro il Flashtime                     | 6 marzo 2018     | 19 giugno 2018   | 18 maggio 2019       |
| 16 | Run, Iris, Run               | Corri, Iris, corri!                     | 13 marzo 2018    | 26 giugno 2018   | 25 maggio 2019       |
| 17 | Null and Annoyed             | Flash vs. Null                          | 10 aprile 2018   | 3 luglio 2018    | 25 maggio 2019       |
| 18 | Lose Yourself                | Scacco matto!                           | 17 aprile 2018   | 10 luglio 2018   | 1º giugno 2019       |
| 19 | Fury Rogue                   | Siren-X                                 | 24 aprile 2018   | 17 luglio 2018   | 1º giugno 2019       |
| 20 | Therefore She is             | Il meccanico                            | 1º maggio 2018   | 24 luglio 2018   | 1º giugno 2019       |
| 21 | Harry and the Harrisons      | Harry e gli Harrison                    | 8 maggio 2018    | 31 luglio 2018   | 15 giugno 2019       |
| 22 | Think Fast                   | Pensa velocemente                       | 15 maggio 2018   | 7 agosto 2018    | 15 giugno 2019       |
| 23 | We Are The Flash             | Noi siamo Flash!                        | 22 maggio 2018   | 14 agosto 2018   | 15 giugno 2019       |

## La rinascita di Flash
- Titolo originale: The Flash Reborn
- Diretto da: Glen Winter
- Scritto da: Andrew Kreisberg (soggetto); Todd Helbing e Eric Wallace (sceneggiatura)

### Trama
La stagione inizia con un prologo di apertura diverso dalle precedenti stagioni: "Noi siamo Cisco, Caitlin, Iris e sei mesi fa Barry se n'è andato. Gli abbiamo promesso che avremmo corso, ed è quello che abbiamo fatto negli ultimi sei mesi. Correre, il più veloce possibile."
Sono passati sei mesi da quando Barry è entrato nella Forza della velocità. Iris, Wally, Cisco e Joe continuano a proteggere la città e combattere i metaumani a Central City, senza avere però grandi risultati. Dopo la partenza di Caitlin per riscoprire sé stessa anche Julian è partito per tornare a Londra.
Nella prima parte dell'episodio Kid Flash, Vibe e Joe catturano Peek-a-boo. Poi si presenta un samurai che inizia a terrorizzare la città e impone un ultimatum a Vibe e Kid Flash. Cisco confida al team che potrebbe esserci un modo, su cui sta lavorando da sei mesi, per fare uscire Barry dalla Forza della Velocità. Iris rimane incredula su come Cisco abbia mantenuto il segreto per così tanto tempo e cerca di fare capire al team che il loro obiettivo è quello di riuscire a scoprire come sconfiggere il Samurai, perché Barry se n'è andato e non tornerà mai più. Cisco, non trovando l'aiuto sperato, riesce a contattare Caitlin nel bar in cui lavora e lei, al contrario di Iris, si offre di aiutarlo.
La mattina seguente Cisco riunisce Caitlin, Joe e Wally per provare a riportare Barry a casa. Cisco usa il Bazooka della Velocità per provare a ingannare la Forza della Velocità e liberare Barry. Al team sembra un fallimento, ma Barry viene ritrovato lontano da casa, ad Ivy City, e riportato alla stazione di polizia di Central City. Barry appare spaesato e parla e scrive in un linguaggio incomprensibile. Mentre Cisco cerca una possibile cura o un modo per tradurre il linguaggio di Barry Iris decide di provare a parlargli, ma Barry usa la sua supervelocità per mettere a soqquadro i laboratori. Viene messo fuori gioco da Caitlin grazie alla pistola congelante e chiuso in una cella dei laboratori. Caitlin, dopo avere analizzato la situazione di Barry, ipotizza due teorie: la prima è che Barry sia in uno stato di trauma e i simboli che scrive possano in qualche modo significare qualcosa, mentre la seconda è che nonostante per il team siano passati solo sei mesi, per Barry potrebbero essere passati diecimila anni. Wally intanto si finge Flash e combatte contro il Samurai, che però lo ferisce.
Iris allora si fa rapire dal Samurai promettendogli che Barry correrà in suo aiuto. Joe va da Barry e gli dice che Iris è in pericolo e che morirà se lui non andrà a salvarla. Barry riprende coscienza di sé stesso e, indossando il nuovo costume progettato da Cisco, dimostra di essere diventato molto più veloce di quando se n'è andato e riesce a salvare Iris mettendo fuorigioco il Samurai, che si rivela un robot.
Caitlin promette a Cisco di tornare ai laboratori S.T.A.R. il giorno successivo. La sera stessa, però, torna al bar in cui lavorava, dove a un tipo strano dice di comunicare ad Amunet, un gangster, di essersene tirata fuori. Dopo essere stata minacciata si trasforma in Killer Frost, dimostrando di non sapere controllare i suoi poteri, e allontana l'uomo. Uscita dal locale, però, la personalità di Caitlin prevale e riprende il controllo di sé stessa. Barry, parlando con Iris, le rivela di sentirsi rinato e che il dolore del suo passato e gli errori commessi sono stati spazzati via.
Alla fine dell'episodio viene rivelato che dietro il Samurai c'è un uomo chiamato il Pensatore.
- Ascolti USA: telespettatori 2 840 000[5]

## Segnali misti
- Titolo originale: Mixed Signals
- Diretto da: Alexandra La Roche
- Scritto da: Jonatan Butler e Gabriel Garza

### Trama
Un miliardario viene ucciso da un meta-umano in grado di hackerare ogni tipo di tecnologia con il suo cervello; infatti il miliardario viene ucciso facendo salire e scendere a gran velocità l'ascensore in cui si trovava. La scena si sposta poi a casa di Barry, dove prepara la colazione in un modo allegro e divertente mai visto prima, ma poi viene convocato sulla scena del delitto. Qui arriva anche Cisco che scopre che l'ascensore è stato hackerato grazie a uno strano codice lasciato "dall'hacker". Tornati ai laboratori S.T.A.R. Cisco mostra a Barry il nuovo costume e tutte le modifiche tecnologiche apportate. Iris parlando con Caitlin si mette in una terapia di coppia; intanto Cisco invita Gipsy su Terra-1 per una giornata insieme e le promette che si libererà subito dopo avere scoperto di più sull'hacker, ma poi non si fa vivo quando non ci sono progressi al riguardo. A un altro miliardario che viaggia in macchina viene hackerata la macchina dal metaumano; per fortuna arriva Barry che poi, non volendo aiuto da Wally e consigli da Iris, finisce quasi per farla sbattere in una strada in costruzione, ma ancora una volta vince smontando la macchina. Ai laboratori S.T.A.R. scoprono che l'hacker è un virus e che il metaumano è un uomo che si chiama Ramsey Deacon. In Centrale arriva Deacon, che hackera tutti gli strumenti tecnologici per uccidere il miliardario che era nella macchina; una bomba esplode, ma Barry arriva in tempo. In laboratorio Cisco e Catlin vedono una foto di lui e i suoi tre amici che si chiamano Tim Quan, Cart Vier e Shila Agnani. In centrale si scopre che loro hanno creato un progetto di nome "Kilgore", e che lui si vendica dei suoi compagni per avergli rubato l'idea. Wally e Joe vanno quindi a proteggere Shila, che è la prossima vittima. Nella terapia di coppia le cose cominciano un po' a complicarsi per Barry e Iris, tanto che Iris dopo non gli parla e non lo guarda. Gipsy stancata da Cisco se ne va. Nella casa di Shila Wally e Joe piazzano dispositivi per vedere quando arriva Deacon. Dopo arriva Tim che avverte che sta arrivando Deacon, ma è troppo tardi e dopo una chiacchierata lui hackera il dispositivo di Shila per il diabete tentando di ucciderla, ma viene salvata da Wally mentre Kilgore rapisce Tim. Cisco, parlando con Gipsy per avergli dato buca cerca di farsi perdonare organizzando una giornata insieme per l'indomani, ma lei gli dice che sulla sua Terra in questo giorno si festeggia il giorno dell'Uno-Uno-Uno: Cisco capisce così il codice dell'hacker e produce un siero per fermare i poteri di Deacon. Tim, rapito, si fa filmare da Deacon per fare vedere a tutto il mondo che lui e Shila hanno rubato il suo progetto. Il meta-umano sta per ucciderlo, ma arrivano Barry e Wally in tempo. Deacon con i suoi poteri prende il controllo della Super-Tuta di Flash, ma viene distratto da Tim in fuga e così Barry scappa. Barry, avendo la tuta bloccata di tutte le funzioni, chiama il team al telefono, ma la tuta impazzita attiva il protocollo dell'autodistruzione. Barry chiede scusa ad Iris, che gli dice di lanciare un fulmine verso sé stesso per riprendere il controllo della tuta, e questo suggerimento si rivela utile. Deacon sta per uccidere Tim, ma arriva Barry in tempo che gli innesca il siero mettendolo fuori combattimento. Cisco chiede scusa a Gipsy di non avere passato la giornata di ieri con lei e gli promette che si farà perdonare. Ad Iron Heights Barry e Joe chiedono a Deacon come ha ottenuto i suoi poteri se era fuori città la notte dell’esplosione dell’acceleratore di particelle ed egli risponde che non è stato l'unico a ottenere i poteri. Barry si fa perdonare da Iris e promette che si sposeranno presto.
A fine episodio il Pensatore spia Deacon e suggerisce di muoversi a trovare gli altri undici metaumani.
- Ascolti USA: telespettatori 2 540 000[6]

## La fortuna è donna
- Titolo originale: Luck Be a Lady
- Diretto da: Armen V. Kevorkian
- Scritto da: Sam Chalsen e Judalina Neira

### Trama
Nei flashback il Pensatore osserva Becky Sharpe, una donna con una fortuna apparentemente senza fine, e determina che sarà facilmente manipolata. Nel presente Becky rapina una banca e se ne va quando Barry scivola sulle biglie. Harry arriva da Terra-2 e dice a Wally che Jesse ha deciso di rompere con lui per concentrarsi sul vigilantismo. Cisco deduce che Becky è un metaumano con il potere di manipolare la fortuna al livello quantistico, causando eventi positivi a se stessa e negativi a tutti gli altri. Barry si rende conto che il portale da cui era sfuggito alla Forza della Velocità ha esposto un'intera serie di persone, tra cui Becky e Deacon, alla materia oscura. Harry informa Cisco che Jesse l'ha espulso dalla sua squadra a causa del suo atteggiamento. I poteri di Becky si espandono senza controllo riattivando l'acceleratore di particelle, che Harry fa esplodere volutamente, annullando i poteri di Becky e portando alla sua incarcerazione. Cisco e Harry identificano dodici nuovi metaumani creati sul bus, e quest'ultimo sospetta che un partito sconosciuto abbia manipolato eventi che circondano il ritorno di Barry. Wally decide di partire per un viaggio alla ricerca di sé stesso. Si scopre che il Pensatore sta spiando i laboratori S.T.A.R. attraverso il casco "Samuroid". Joe scopre che Cecile è incinta.
- Ascolti USA: telespettatori 2 620 000[7]

## Plastic Man
- Titolo originale: Elongated Journey into Night
- Diretto da: Thomas Cavanagh
- Scritto da: Sterling Gates e Thomas Pound

### Trama
Il padre di Gypsy, Breacher, attacca Cisco, giurando di cacciarlo e ucciderlo in 24 ore. Il team Flash apprende che l'autista dell'autobus è stato assassinato e rintraccia un altro passeggero, Ralph Dibny, ex detective del CCPD corrotto esposto da Barry e attualmente infame investigatore privato. Mentre due teppisti attaccano Dibny gli viene rivelato di avere il potere di allungarsi. Caitlin stabilizza i suoi poteri con un siero. Il team scopre che Ralph ha ricattato il sindaco Bellows per adulterio, con quest'ultimo che ha rivelato di avere ingaggiato i teppisti. Barry si confronta con Ralph per le sue azioni mentre quest'ultimo lo rimprovera, sostenendo di essere stato un "buon poliziotto". In seguito interrompe il ricatto di Bellows, che tenta ancora di ucciderlo mentre Breacher scambia il primo con un Plastoide, la specie che ha invaso la Terra-19 in precedenza, e lo attacca. Cisco interviene e salva Ralph, e Barry, dopo avere rivelato il suo alter-ego, lo convince ad aiutare ad arrestare il sindaco in fuga. Ammirando la galanteria di Cisco Breacher consente la relazione con sua figlia. Barry recluta Ralph per il Team Flash e scopre che qualcuno chiamato DeVoe ha incaricato Ralph di sorvegliare Bellows. Barry ricorda che Abra Kadabra e Savitar menzionarono entrambi DeVoe. Nel frattempo Caitlin trova un messaggio sulla porta del suo appartamento.
- Ascolti USA: telespettatori 1 990 000[8]

## Hashtag femminismo
- Titolo originale: Girls Night Out
- Diretto da: Laura Belsey
- Scritto da: Lauren Certo e Kristen Kim

### Trama
Pur non riuscendo a rintracciare DeVoe il Team Flash viene visitato da Felicity, che si unisce alla festa di addio al nubilato di Iris. Schernendo i piani di Cisco per l'addio al celibato di Barry Ralph porta gli uomini in uno strip club, dove apprendono che la figlia di Cecile, Joanie, sta lavorando. Joe la affronta, ma lei si difende affermando che sta facendo solo ricerche femministe. Ralph incita una rissa, che porta all'arresto degli uomini fino a quando Harry non paga la cauzione. Nel frattempo il difensore di Amunet, Norvock, esige il ritorno di Caitlin e attacca le donne quando lei rifiuta. Killer Frost emerge e lo respinge, e in seguito dice a Iris che Caitlin ha accettato l'impiego di Amunet in cambio dei mezzi per controllare Frost. Apprendendo che Amunet sta tenendo un metaumano che lei chiama "il Piagnucolone", le cui lacrime sono un forte narcotico, prigioniero e intende venderlo, Iris decide di fermarla. Sebbene Caitlin si rifiuti di unirsi, lei attacca Amunet quando vede i suoi amici in pericolo. Usando un forte magnete, la squadra ruba i frammenti di metallo di Amunet, lasciandola impotente. Iris dissuade Frost dall'uccidere Amunet, che promette vendetta. Iris e Barry si rifiutano di raccontarsi le loro avventure. Iris chiede a Caitlin di essere la sua damigella d'onore mentre Joe convince Joanie a dire a Cecile della sua ricerca. DeVoe cattura il Piagnucolone.
- Ascolti USA: telespettatori 2 380 000[9]

## Harry, ti presento Harry...
- Titolo originale: When Harry Met Harry...
- Diretto da: Brent Crowell
- Scritto da: Jonathan Butler e Gabriel Garza

### Trama
Barry allena Ralph per usare le sue capacità, con Cisco che realizza un completo elastico per lui. Un altro metaumano del bus, una nativa di Lakota Sioux di nome Mina Chaytan, che può animare e controllare le effigi, inizia ad attaccare Central City e ruba pezzi della collana del Bisonte Nero, che sostiene appartenere alla sua tribù. Quando Barry e Ralph la raggiungono, lei attacca Barry con una statua da uomo delle caverne e tenta una fuga. Ralph sceglie di fermarla, ma una ragazzina è ferita nel processo. Ralph rimpiange le sue azioni, ma è confortato da Barry. Chaytan sfugge alla CCPD, andando dall'ultimo pezzo della collana conservato al museo. Quando Barry e Ralph la affrontano lei riporta in vita uno scheletro di dinosauro. Barry arresta Chaytan mentre Ralph salva una guardia di sicurezza dallo scheletro. Più tardi Ralph rivela di avere spedito la collana alla tribù di Chaytan, prima di visitare la bambina dell'ospedale, usando le sue abilità per intrattenerla. Nel frattempo Harry, cercando di fare amicizia, lavora con i suoi doppelgangers del multiverso, il concilio dei Wells. Scoprono che DeVoe è un uomo di nome Clifford DeVoe. Barry e Joe si dirigono alla casa di DeVoe, per scoprire che è un uomo di mezza età su una sedia a rotelle.
- Ascolti USA: telespettatori 2 460 000[10]

## Il Pensatore
- Titolo originale: Therefore I Am
- Diretto da: David McWhirter
- Scritto da: Eric Wallace e Thomas Pound

### Trama
Barry e Joe interrogano DeVoe e sua moglie per cercare di ottenere maggiori informazioni, ma senza successo. In un flashback DeVoe e sua moglie costruiscono un berretto pensante per migliorare la sua capacità cerebrale, alimentandolo attraverso l'esplosione dell'acceleratore di particelle. L'aumentata potenza cerebrale di DeVoe accelera la sua sclerosi laterale amiotrofica, costringendo la moglie a costruirgli una sedia speciale per tenerlo in vita. Barry scopre la telecamera nella testa di Samuroid e va a casa di DeVoe, evitando di essere catturato dalla moglie di quest'ultimo. Una volta tornato in centrale, però, scopre che la moglie di Clifford ha stranamente una foto di Barry intrufolato in casa sua, e viene sospeso dal capitano. Barry in seguito affronta DeVoe, che rivela la sua vera identità. Wally torna al Team Flash da Blue Valley.
Nella scena finale scopriamo che il Pensatore porta una parrucca, che copre il suo cervello esposto. Inoltre la sua sedia lo alimenta, ma non riesce a compensare la sua malattia. Infine scopriamo che De Voe ha una telecamera nascosta a casa di Barry, dimostrando di essere passi avanti a lui.
- Ascolti USA: telespettatori 2 200 000[11]

## Crisi su Terra-X - III Parte
- Titolo originale: Crisis on Earth-X, Part 3
- Diretto da: Dermott Daniel Downs
- Scritto da: Andrew Kreisberg e Marc Guggenheim (soggetto); Todd Helbing (sceneggiatura)

### Trama
Nel campo di concentramento Oliver, Barry, Sara, Alex e Firestorm, vengono salvati dall'esecuzione per mano del doppelgänger di Quentin Lance da Ray Terrill e Leo Snart (doppelgänger di Leonard Snart). Thawne si prepara per il trapianto di cuore da Kara ad Overgirl, Iris e Felicity cercano di salvare i loro amici ai laboratori. Il generale Winn Schott (doppelgänger di Terra-X di Winn), comandante dei ribelli, è determinato a distruggere la loro porta temporale, imprigionando così Dark Arrow e Overgirl su Terra-1. Oliver, fingendosi Dark Arrow, scopre il dispositivo apocalittico dei nazisti, una nave da guerra chiamata Wellenreiter, un equivalente militarizzato della Waverider delle Leggende. Oliver viene scoperto dal Quentin Lance di Terra-X quando rifiuta di uccidere il doppelgänger di Terra-X di Felicity. Gli eroi combattono sia contro il Red Tornado dei ribelli, inviato da Schott per distruggere il portale, sia contro le forze naziste. Alla fine il portale viene aperto grazie a Martin, che rimane ferito gravemente durante il combattimento inoltre Ray e Leo essendo una coppia decidono di andare con il gruppo per aiutarli.
- Nota. L'episodio è il terzo capitolo di un crossover in quattro parti che è iniziato nell'episodio Crisi su Terra-X - I Parte della serie Supergirl, proseguito in Crisi su Terra-X - II Parte della serie Arrow e che infine si conclude in Crisi su Terra-X - IV Parte di Legends of Tomorrow.
- Ascolti USA: telespettatori 2 820 000[12]

## Non correre
- Titolo originale: Don't Run
- Diretto da: Stefan Pleszczynski
- Scritto da: Sam Chalsen e Judalina Neira

### Trama
A Natale Barry e Iris aprono i regali del loro matrimonio; l'ultimo però è un servizio di coltelli dove c’è un solo coltello ed è pure anonimo. Nel mentre Il Pensatore continua a stare sempre più male. Al bar arriva di nuovo Amunet che stordisce Harry e rapisce Caitlin; per strada Barry e Iris vengono attaccati da DeVoe e quest'ultimo poi rapisce Barry. Al covo del Pensatore Barry è imprigionato in un campo di forza, intanto Caitlin viene portata in un ospedale abbandonato per curare Dominic, un metaumano con abilità telepatiche. Ai laboratori S.T.A.R., Ralph e Cisco cominciano a litigare ma Iris li ferma e Harry dice loro che la caposquadra deve prendere le decisioni giuste o altrimenti perderà tutti. All'ospedale Caitlin e Dominic tentano di scappare ma vengono fermati da Amunet che fa iniziare l'operazione a Dominic che si rivela un successo perché con uno stratagemma Caitlin mette fuori gioco Amunet e i suoi uomini. Il Team li rintraccia e Ralph e Cisco salvano i due da Amunet e fuggono con la breccia di Cisco. Al covo del Pensatore Barry riesce a ingannare DeVoe e a uscire dalla cella, però Il Pensatore lo catapulta fuori dove combattono: il Pensatore precipita in mare e Barry si salva usando il gadget gommone della tuta ideato da Cisco. Barry ritorna ai laboratori e riabbraccia Iris. Così tutti festeggiano il Natale a casa di Joe e alla festa arriva anche Dominic. Barry torna a casa per un'emergenza e lì viene chiamato da Dominic che si rivela essere lo stesso DeVoe, che usando i suoi poteri aveva trasferito il suo corpo in quello di Dominic. A casa Barry trova il corpo di DeVoe accoltellato con il coltello regalato per il matrimonio di Barry. In seguito giunge la polizia. Barry ha intenzione di fuggire ma decide di "non correre": viene quindi arrestato per l'omicidio di DeVoe.
- Ascolti USA: telespettatori 2 220 000[13]

## Processo a Flash
- Titolo originale: The Trial of The Flash
- Diretto da: Philip Chipera
- Scritto da: Lauren Certo e Kristen Kim

### Trama
Barry è processato per l'omicidio di Clifford DeVoe, con Cecille che lo rappresenta. Cisco e Joe devono partire durante il processo per un'indagine, in cui un metaumano ha causato il collasso della gente. Singh rivela a Joe che sta apparendo come testimone per l'accusa contro Barry. Il metaumano viene alla fine scoperto come Neil Borman, che produce radiazioni e che sta causando malattia e collasso in tutta la città. Barry lo prende, ma è mal equipaggiato per affrontare la situazione. Vibe e Killer Frost si recano sulla scena in cui Killer Frost tenta di congelare Borman, che sbrina rapidamente e colpisce killer Frost. Flash crea un sigillo sottovuoto attorno a Borman per contenere le radiazioni, con Cisco che trasporta la radiazione sulla morta Terra-15, prosciugando il metaumano e sconfiggendolo. Mentre il giudice pronuncia la sentenza della giuria al dipartimento di polizia Singh nomina Flash come eroe della città dopo averla salvata dall'esplosione di Borman. Barry viene condannato all'ergastolo e rinchiuso ad Iron Heights, nella stessa cella di suo padre.
- Ascolti USA: telespettatori 2 510 000[14]

## L'uomo allungabile
- Titolo originale: The Elongated Knight Rises
- Diretto da: Alexandra La Roche
- Scritto da: Sterling Gates e Thomas Pound

### Trama
A causa delle azioni ben studiate di DeVoe, Barry continua sua vita di detenuto, seppur terrorizzato: infatti regna il caos nel carcere ma con i suoi poteri li rimette dentro le celle; nel frattempo Ralph continua a proteggere la città dai criminali facendo scene ridicole, mentre il team continua a studiare ipotetici modi per compiere passi avanti contro DeVoe e liberare Barry. Intanto, in prigione Barry rincontra il figlio di Trickster, Axel Walker, che gli fa presentare un uomo chiamato Big Sir, e in seguito rivede Iris che gli dice che lo tireranno fuori presto. La sera Walker viene liberato di prigione da sua madre che lo porta in una fabbrica di giocattoli dove gli viene l'idea di eliminare Ralph. In palestra Barry sta per essere picchiato ma viene salvato da Big Sir, al quale poi chiede perché l'ha aiutato e gli dice che suo padre l'aveva guarito da un'infezione. In città Walker terrorizza tutti con delle bombe, ma viene fermato da Ralph, che all'inizio ha la meglio, ma poi viene sopraffatto dall'acido spruzzato da Axel che gli brucia la pelle e quindi fugge aiutato da Cisco. Axel e sua madre rapiscono degli ostaggi e se non arriverà Ralph in tempo li bruceranno nell'acido. Ralph impaurito non vuole andare e decide quindi di andare a liberare Barry, il quale gli dice di credere in sé stesso convincendo Ralph che cambia idea. In prigione Big Sir viene picchiato, ma alla fine Barry lo salva con i suoi poteri. Walker e sua madre rapiscono Caitlin e Cisco ma Ralph arriva in tempo con la nuova tuta e mette fuori gioco entrambi i criminali, ma la madre di Walker riesce ad azionare la leva che libera l'acido. Harry riesce a cambiare la forma dell'acido appena in tempo salvando così i suoi amici. Nella scena finale Ralph e Cisco incontrano al bar una ragazza che si scopre scrivere con la stessa scrittura di Barry quando era spaesato, appena uscito dalla forza della velocità.
- Ascolti USA: telespettatori 2 120 000[15]

## Tesoro, mi si è ristretto il Team Flash
- Titolo originale: Honey, I Shrunk Team Flash
- Diretto da: Chris Peppe
- Scritto da: Sam Chalsen e Judalina Neira

### Trama
Dalla prigione, Barry spinge il Team a cercare prove che scagionino il detenuto Big Sir, molti anni prima condannato ingiustamente. Le indagini portano a un nuovo colpevole: un metaumano soprannominato Dwarfstar, che può le alterare dimensioni di qualsiasi cosa e che intanto sta rubando gioielli tecnologici dopo averli miniaturizzati. Tentando di catturarlo Cisco e Ralph vengono rimpiccioliti dal malvivente e riacquistano la loro taglia originaria solo esponendosi di nuovo al potente flusso energetico. Si scopre che anche questo metaumano facesse parte dell'autobus e dunque, anch'esso è una potenziale pedina di DeVoe, il quale sta attualmente tramando nell'ombra.
Alla fine, Cisco e Ralph ritorneranno alle dimensioni normali riuscendo a catturare Dwarfstar, che decide di non confessare per l'innocenza di Big Sir. Si scopre che Cecile è telepatica e si teme che la bimba potrebbe essere una metaumana. Barry decide di liberare con i suoi poteri Big Sir e di portarlo in un paesino della Cina e lo saluta con un biglietto. Wolfe viene a conoscenza che Barry è Flash grazie alla telecamera di sorveglianza installata in segreto e droga Barry con una sostanza nel budino. Wolfe lo rinchiude in una cella per metaumani e si scopre che lavora per Amunet.
- Ascolti USA: telespettatori 2 600 000[16]

## La vera natura
- Titolo originale: True Colors
- Diretto da: Tara Nicole Weyr
- Scritto da: Jonathan Butler e Gabriel Garza

### Trama
Barry e i metaumani del bus incarcerati (Ramsey Deacon, Becky Sharpe, Mina Chaytan e Sylbert Rundine) sono pronti per essere venduti ad Amunet, decidono quindi di pianificare una fuga. Ralph incontra un ex cliente, che lo spinge a scoprire una nuova capacità di essere in grado di cambiare forma. Tuttavia, non ha ancora completamente padroneggiato questa abilità quando tenta di sventare l'accordo di Amunet con Wolfe. Barry aiuta i metaumani a fuggire, ma sono bloccati da Wolfe e Amunet. I metaumani detenuti minacciano Wolfe, ma quest'ultimo rivela loro la duplice identità di Barry Allen; i detenuti allora iniziano a torturare Barry Allen con i loro poteri, ma Hazard lo protegge. Poi però arriva il Pensatore / Dominic e si presenta, ancora una volta usando la sedia per estrarre le abilità dei meta, prima di trasferire la sua mente nel corpo di Sharpe. Il Pensatore uccide poi Wolfe, ma Amunet fugge prima che subisca lo stesso destino. Ralph usa la sua abilità mutaforma per trasformarsi nel DeVoe originale, sostenendo che era svenuto nel loft di Barry ma non morto, pulendo il nome di Barry. Nonostante questo successo il Team Flash si rende conto che DeVoe vuole rubare solo i poteri dai metaumani delle sue stesse creazioni, quindi sta prendendo di mira anche Ralph. Tornati nel loro covo, il matrimonio dei DeVoe comincia a deteriorarsi e il Pensatore droga sua moglie con le lacrime d'amore del Weeper, in modo che lei mantenga la sua devozione verso di lui e poi ballano.
- Ascolti USA: telespettatori 2 280 000[17]

## Soggetto 9
- Titolo originale: Subject 9
- Diretto da: Ralph Hemecker
- Scritto da: Mike Alber e Gabe Snyder

### Trama
Barry e Ralph incontrano una nuova metaumana grazie ai poteri di Cisco. Si tratta di una violinista di nome Izzy, che ha acquisito il potere di dominare le onde sonore. I due eroi si recano nel bar, dove suona, per trarla in salvo, ma lei mostra resistenza. Poi Barry, Ralph e la ragazza incontrano DeVoe e la ragazza riesce a colpirlo. Barry, notato il suo potenziale, la invita a unirsi al loro team per allenarla: tra la ragazza e Ralph comincia a instaurarsi una sorta di relazione. Barry insegna alla ragazza a incanalare l'aria e le onde sonore nel violino ma quando egli si dimostra duro nell'allenamento della ragazza, viene criticato da Iris. Izzy, Barry e Ralph in seguito incontrano di nuovo DeVoe ma stavolta il Pensatore riesce ad assorbire la ragazza. Ralph depresso continua ad andare avanti con la lotta al crimine e l'indagine su gli ultimi tre metaumani dell'autobus, minacciando poi di distruggere DeVoe.
- Ascolti USA: telespettatori 2 120 000[18]

## Dentro il Flashtime
- Titolo originale: Enter Flashtime
- Diretto da: Gregory Smith
- Scritto da: Todd Helbing e Sterling Gates

### Trama
Non sapendo come proseguire con esattezza, Harry Wells e Cisco pianificano una mappatura quantica degli ultimi spostamenti di DeVoe, in modo da capire dove vada a finire ogni qualvolta che si rende inritracciabile. Ma il lavoro viene interrotto quando Jesse Quick giunge su Terra-1 per parlare con suo padre. Intanto Veronica Dale, un'eco-terrorista, fa esplodere una bomba nucleare, ma Barry, per prevenire la catastrofe, insieme a Jesse entra in Flashtime, ovvero corre talmente veloce da congelare il tempo. Inviata Jesse a chiamare Jay Garrick, Barry coinvolge uno a uno i suoi compagni, facendoli vibrare. Prima chiede a Cisco di portare la bomba su un'altra terra, ma non è possibile dato che una breccia è una piega dello spazio tempo,e muovendosi nel "flash time" non c'è tempo a sufficienza per far formare una breccia. Poi prova a farla congelare da Killer Frost, ma nemmeno ciò serve a qualcosa. Quindi va da Harrison Wells, che gli suggerisce di farla entrare nella Forza della Velocità e farla esplodere. Barry, tornato sul luogo della bomba, incontra Jesse e Jay, il quale propone di colpire contemporaneamente la bomba con tre fulmini, uno a testa. Jay però non riesce a scagliare il suo fulmine e, non reggendo più il Flashtime, si blocca. Dopo un po' anche Jesse non ce la fa più. Barry, rimasto solo, va da Iris, che gli consiglia di tirare fuori la Quarksfera dalla Forza della Velocità e dirigere la conseguente scarica di fulmini contro la bomba per disattivarla. Barry, dopo avere baciato Iris, riesce ad attuare il piano e poi butta la Quarksfera nella Forza della Velocità. Jay Garrick, resosi conto di non essere più quello di una volta, decide di abbandonare la sua attività di supereroe e dice che, una volta tornato su Terra-3, allenerà una nuova velocista. Jesse torna su Terra-2 dopo avere parlato con suo padre riguardo alla morte di sua madre. Caitlin e Wells vanno da Jitters, dove incontrano la ragazza misteriosa.
- Ascolti USA: telespettatori 2 040 000[19]

## Corri, Iris, corri!
- Titolo originale: Run, Iris, Run
- Diretto da: Harry Jierjian
- Scritto da: Eric Wallace

### Trama
Un metaumano cerca di rubare la Central City Bank con dei poteri di fuoco ma fallisce perché un altro metaumano dell'autobus di nome Matthew Kim ha trasferito i suoi poteri a un altro individuo. Quando Joe, Barry, e Iris lo ritrovano gli fanno alcune domande: Barry e Iris entrano in contatto con lui, così Barry perde la sua velocità, mentre Iris diventa una velocista. Ai laboratori S.T.A.R. il Team scopre che Kim può manipolare i legami del DNA, compresi quelli legati ai poteri dei metaumani: quando ha toccato Barry a preso i legami del DNA legati ai suoi poteri e gli ha trasferiti in Iris dopo aver toccato anche lei. Inspirato da Thawne, Harry costruisce un casco pensante per essere intelligente e superare DeVoe. Con i loro ruoli diversi Iris diventa la velocista di Central City mentre Barry deve imparare ad agire come capo squadra. Il nuovo metaumano, creato per sbaglio da Kim, richiede denaro e terrorizza la città con i suoi poteri di fuoco. Usando il cappello pensante di Wells il Team propone l'idea di Iris per creare un'onda anomala, negando le fiamme e sconfiggendo il metaumano. Tornati ai laboratori S.T.A.R. Kim tocca di nuovo Iris e Barry e restituisce a Barry la velocità. Harry e Cisco scoprono gli ultimi due metaumani dell'autobus, "Janet Petty" ed "Edwin Gauss".
- Ascolti USA: telespettatori 2 090 000[20]

## Flash vs. Null
- Titolo originale: Null and Annoyed
- Diretto da: Kevin Smith
- Scritto da: Lauren Certo e Kristen Kim

### Trama
Barry e Ralph continuano ad addestrarsi con gli ologrammi ad affrontare Devoe, ma Ralph continua sempre a nascondersi. Intanto arriva di nuovo Breacher per chiedere aiuto a Cisco, riguardo ai suoi poteri che sono spariti. Marlize scopre che DeVoe ha catturato il Piagnucolone e sta usando le lacrime per drogarla da giorni. Nel frattempo appare un altro dei metaumani di DeVoe: Janet Petty, che può manipolare la gravità intorno a oggetti ed esseri viventi; una sera ruba una corona facendola fluttuare per poi cadere e rompendo la cassa. Caitlin dice a Cisco il motivo perché Breacher ha perso i poteri: per l'età. Cisco decide di non dirglielo, perché altrimenti non lo farebbe più uscire con Gipsy, ma commette un errore e alla fine confessa. Barry e Ralph rintracciano Null, ma stavolta Barry viene preso e va tutto in aria, Ralph però riesce a salvarlo trasformandosi in un cuscino di gomma e sconfiggendo Null. Marlize affronta il marito ma prima di finire egli riesce nuovamente a drogarla, facendole dimenticare tutto. Breacher chiede scusa a Cisco e si ritira dal crimine andando in pensione e chiede a Cisco di diventare il nuovo Breacher lavorando con Gipsy. DeVoe ha in mente di entrare ai laboratori per catturare gli ultimi 4 meta. Alla fine si vede Harry entrare nella stanza di Thawne per alimentare il casco pensante con la materia oscura.
- Ascolti USA: telespettatori 1 820 000[21]

## Scacco matto!
- Titolo originale: Lose Yourself
- Diretto da: Hanelle Culpepper
- Scritto da: Jonathan Butler e Gabriel Garza

### Trama
Barry e Ralph continuano la loro ricerca dell'ultimo metaumano, Edwin Gauss, un hippy che ha il potere di attraversare le tasche dimensionali a suo piacimento. Ralph pensa di attuare un nuovo piano, cioè quello di uccidere Devoe. Intanto Joe si preoccupa per lo strano comportamento di Harry. Una volta catturato il metaumano, Ralph scopre che esso è stato nel covo di Devoe, attraversando la sua tasca dimensionale, anche se di norma poteva solamente attraversare le sue personali. Harry crea lo Scettro Sonico, un potente strumento in grado di riprodurre onde sonore come quelle di Izzy che con soli due colpi ucciderebbe Devoe. Allora Ralph e Edwin cercano di entrare nel covo di Devoe, ma Barry li ferma. Ralph assume dentro al suo corpo lo Scettro Sonico, ma ugualmente Barry lo mette al tappeto. Grazie a un antidoto in grado di risvegliare subito Killer Frost, quest'ultima, Barry e Cisco fanno aprire la tasca dimensionale di Devoe da Edwin e poi entrano nel suo covo. Una volta dentro, utilizzano lo Scettro Sonico contro Devoe, ma non ci riescono, poiché quello era un ologramma e quindi Marlize e Devoe riescono a entrare nei laboratori. Devoe fa ingrandire il dinosauro del museo e lo fa scontrare con Ralph: nel frattempo Marlize e Iris combattono mentre Joe si scontra con il Samuroide. Intanto Harry entra nel suo covo e fa aumentare da Gideon la materia oscura nel Cappello Pensante, facendolo svenire. Iris stordisce Marlize, ma viene infilzata dalla spada di quest'ultima. Ralph vince contro il dinosauro ma quando torna dentro vede Devoe avere risucchiato tutti i poteri dei metaumani, entrando nel corpo di Edwin. Barry, Killer Frost e Cisco ritornano ai laboratori e vedono Ralph che è riuscito a catturare Devoe. Quando tutto sembra finito, Devoe mostra che le manette anti-metaumano erano in realtà aperte. Egli si libera e utilizza i poteri di Null per bloccare Barry e Ralph, dopodiché trasferisce la sua essenza nel corpo di Ralph. Cisco e Killer Frost intervengono, ma Cisco ha un danno al cervello dopo essere arrivato da Devoe e quando Killer Frost tocca quest'ultimo, si ritrasforma in Caitlin; così Devoe se ne va via. Cisco ed Harry scoprono che con i poteri di Melting Point, Devoe ha intrappolato il DNA-metaumano nel corpo di Caitlin e che quindi lei non avrà più i suoi poteri; nel frattempo Barry decide di ripulire l'ufficio di Ralph. Intanto Marlize e Devoe festeggiano e Devoe utilizza il potere di Ralph per assumere le sembianze di Clifford e così facendo introduce il suo nuovo progetto: il Dispositivo di Illuminazione.
- Ascolti USA: telespettatori 1 880 000[22]

## Siren-X
- Titolo originale: Fury Rogue
- Diretto da: Rachel Talalay
- Scritto da: Joshua V. Gilbert e Jeff Hersh

### Trama
Mentre Harry rischia di perdere la propria intelligenza per un abuso di materia oscura il Team è costretto a trasferire in un posto sicuro il metaumano Fallout per non farlo catturare da DeVoe. Per questa missione, che richiede un'arma raffreddante, viene reclutato Leonard Snart di Terra X, al seguito del quale arriva in segreto sulla Terra anche la nazista Siren-X, desiderosa di vendicarsi della morte dei suoi compagni. Mentre stanno trasportando Boardman arriva DeVoe che li attacca, ma Barry si blocca perché non riesce a togliersi dalla testa l'immagine della morte di Ralph, così sia lui che Snart vengono messi facilmente a terra. Devoe sta per catturare Fallout, quando arriva Siren-X/Laurel Lance, che lo costringe a ritirarsi, e così Laurel si impossessa sia di Boardman che della pistola congelante di Leo. Tornati ai laboratori S.T.A.R. Snart fa un discorso a Barry spiegandogli che la morte di Ralph non è stata colpa sua e non deve assumersi la colpa di quello che è successo. Alla centrale di polizia arriva Laurel che inizia a usare l'urlo sonico su Boardman per fargli irradiare Central City.
Flash e Capitan Cold arrivano alla centrale, ma Barry si blocca nuovamente e allora Snart gli rammenta che non è stata colpa sua e così Barry si riprende e riesce a fermare Laurel e così Leo e Caitlin con le loro pistole congelanti raffreddano Boardman.
Dopo avere completato la loro missione Snart ritorna nella sua terra e Barry riesce finalmente ad accettare la morte di Ralph. L'episodio termina con DeVoe e sua moglie che osservano dal loro covo Fallout in una camera anti-radiazioni dell'A.R.G.U.S.
- Ascolti USA: telespettatori 1 900 000[23]

## Il meccanico
- Titolo originale: Therefore She Is
- Diretto da: Rob J. Greenlea
- Scritto da: Sterling Gates e Thomas Pound

### Trama
In un flashback Marlize e Devoe si conoscono durante un convegno di professori a Oxford e anche se i due all'inizio hanno idee diverse su come debba progredire la razza umana decidono di uscire insieme e dopo avere capito che si amavano vanno a convivere insieme. Mentre stanno disimballando gli scatoloni Marlize trova un diario di Clifford sul come regredire l'intelligenza e per questo decide di lasciarlo. Qualche mese dopo Marlize sta lavorando su un progetto in Kenya, quando dei terroristi la attaccano ferendola. Clifford dopo averla riportata a casa si scusa e le confessa che non è niente senza di lei, così i due tornano ad amarsi. Oggi, Devoe e Marlize rubano componenti utili alla costruzione di diversi satelliti funzionali al loro piano, lasciandosi dietro una scia di morte. Cisco, per non farsi del male nello scovare Devoe, chiama in aiuto Gipsy così i due possono co-vibrare e alla fine lo trovano. Barry, Cisco e Gipsy si dirigono in un porto dove trovano Devoe che, avendo già preso quello che gli serviva se ne va. Intanto Cecile, grazie ai suoi poteri, crede di potere aiutare Harry dicendo al Team Flash le sue idee prima che scompaiano dalla sua mente. Gipsy e Cisco, sanno che qualcosa non va tra di loro e non vogliono rovinare quello che hanno. Il team, dopo avere rintracciato Devoe ai laboratori Mercury, si recano lì e dopo avere ingaggiato uno scontro Devoe riesce a stenderli tutti e sta per uccidere Gipsy quando sua moglie lo convince a risparmiarla. Dopo essersi salvati Harry e Cecile rivelano al gruppo di aver capito il piano di Devoe: creare dei satelliti che, lavorando insieme, bombarderanno l'intera atmosfera della Terra di materia oscura in modo da riavviare ogni cervello umano esistente, privando l'umanità dell'intelligenza come sta succedendo a Harry. Cisco e Gipsy si recano su Terra-19 dove si dicono addio. Tornati nel covo Marlize, vedendo quello che è diventato suo marito, decide di lasciarlo e così si teletrasporta via. L'episodio termina con la "ragazza misteriosa" che porta a Cecile e Joe dei pannolini e dopo essersene andata si scopre che è una velocista.
- Ascolti USA: telespettatori 1 700 000[24]

## Harry e gli Harrison
- Titolo originale: Harry and the Harrisons
- Diretto da: Kevin Mock
- Scritto da: Judalina Neira e Lauren Certo

### Trama
Cisco, per cercare una soluzione al problema della progressiva perdita di intelligenza di Harry, convoca un Consiglio degli Harrison da varie Terre; i tre sosia non riescono però ad aiutare Harry e si dileguano. Il Team chiede, intanto, aiuto ad Amunet Black per abbattere i satelliti che DeVoe sta per lanciare; la donna però è stata nel frattempo derubata delle sue letali schegge metalliche dal proprio ex-complice Norvok e il Team Flash affronta e neutralizza il metaumano, recuperando il prezioso metallo. Amunet si rifiuta poi di continuare a collaborare, regalando però al Team una granata fatta con le sue potenti schegge da usare contro DeVoe. Caitlin, che contava sull'aiuto e su un apparecchio di Amunet per ricongiungersi con Killer Frost, capisce infine che la chiave per ritrovare il proprio alter ego va cercata dentro di sé. Iris pubblica un articolo nel quale informa la cittadinanza del pericolo rappresentato da DeVoe.
- Ascolti USA: telespettatori 1 740 000[25]

## Pensa velocemente
- Titolo originale: Think Fast
- Diretto da: Viet Nguyen
- Scritto da: Sam Chalsen e Kristen Kim

### Trama
DeVoe assalta la base segreta dell'ARGUS e sfrutta l'energia atomica di Borman per alimentare i cinque satelliti da mandare in orbita. Contrastato da Barry, che gliene distrugge uno, il Professore usa come quinto quello dei Laboratori S.T.A.R. per le triangolazioni necessarie al suo piano per l'Illuminismo. Contemporaneamente, su consiglio di un sempre meno intelligente Wells, Iris trova la fuggitiva Marlize nascosta a Oxford e cerca quindi di convincerla ad aiutare il Team contro suo marito Clifford. E mentre Caitlin scopre di avere forse avuto i poteri di Killer Frost alla giovane età, Cecile, ormai prossima al parto, si immedesima completamente nelle persone delle quali legge il pensiero.
- Ascolti USA: telespettatori 1 930 000[26]

## Noi siamo Flash!
- Titolo originale: We Are The Flash
- Diretto da: David McWhirter
- Scritto da: Todd Helbing e Eric Wallace

### Trama
Mentre il Pensatore avvia il suo piano per l'Illuminismo, che tramite satelliti e materia oscura azzererebbe l'intelligenza umana, il Team Flash cerca di fermarlo e allo scopo Barry, con l'aiuto di Marlize e dei poteri di Cecile, viene immesso nella mente di DeVoe per salvare la sua parte buona. Nella mente del professore Barry incontra Ralph e insieme trovano la parte buona di Devoe uccisa. Quando i due non sanno più cosa fare, a Barry viene l'idea di liberare Ralph facendolo uscire dal portale dal quale è entrato, e in questo modo Devoe non esisterà più. Intanto, ai laboratori S.T.A.R., Devoe cerca di attaccare il team, che si teletrasporta nel covo del professore. Anche se il gruppo riesce a rallentarlo, DeVoe mette KO il gruppo e inizia a strangolare Cecile. Intanto, nella mente di Devoe, i due eroi vengono intralciati dai cloni del professore, ma alla fine Barry libera Ralph, il quale riprende possesso del suo corpo, facendo scomparire Devoe. Dopo essere tornati ai laboratori S.T.A.R. il team riceve la visita da una coscienza tecnologica di Devoe, che subito dopo viene distrutta da Marlize. Il gruppo, dopo essersi liberato finalmente del Pensatore, scopre che i satelliti dal peso immane rischiano di cadere sulla Terra estinguendo la razza umana. Cisco e Ralph riescono a distruggerne molti, mentre per distruggere l'ultimo, Barry viene aiutato da un misterioso velocista che riesce a distruggerlo senza danni. Harry, recuperata parzialmente la propria intelligenza grazie a Marlize e Cisco, decide di tornare sulla sua Terra da sua figlia; anche Marlize si congeda dal gruppo, che vede l'arrivo di un nuovo membro in famiglia: Jenna, la neonata figlia di Joe e Cecile. Alla festa per la nascita partecipano anche Wally, tornato per l'occasione, e Nora, la  ragazza misteriosa che si rivela essere la figlia di Barry e Iris dal futuro, e spiega a tutti di avere commesso un grave errore.
- Ascolti USA: telespettatori 2 160 000[27]